# Vlašský vrch
Vlašský vrch je hora v Černohorské rozsoše v Krkonoších, nacházející se 1 km jihozápadně od Velké Úpy a 2,5 km jihovýchodně od Pece pod Sněžkou, na severním výběžku Černé hory. Zalesněno smrkem.

## Přístup
Vlašský vrch leží ve III. zóně KRNAP a přístup tak není omezen. Nejjednodušší cesta vede z Velké Úpy po žlutě značené cestě do osady Vlašské Boudy (3 km). Odtud odbočuje na sever neznačená cesta, která po asi 350 metrech dojde až na vrchol, tvořený několika skalkami porostlými borůvčím.